# 東群鋼材
東群鋼材株式会社（とうぐんこうざい）は、群馬県佐波郡玉村町に本社を置く、一般鋼材の販売及び加工、鉄骨工事など建築工事施工、鳥獣対策事業、太陽光発電を行なう企業である。

## 概要
発祥地は群馬県高崎市飯塚町。創業者荒井星之が、自宅敷地で個人創業した「三條鋼材」が前身である。鋼材販売部門では、Ｈ形鋼が販売された初期から在庫販売を開始した。当初は高崎市を拠点に事業を開始したが、群馬県東部が自動車産業を中心に発展すると考え、「東群鋼材」を設立し、群馬県伊勢崎市に伊勢崎営業所及び倉庫を設置した。
昭和60年代に入り、コラム加工や軽量形鋼の一次加工を開始していたが、平成元年に加工工場を建設し、本格的に鋼材一次加工業に進出した。近年では鋼材一次加工のみならず、鉄骨製作や工事施工なども行っている。

## 事業所
- 高崎本店 - 群馬県高崎市貝沢町1413-2
- 本社・本社営業部 - 群馬県佐波郡玉村町樋越429-3
- 本社第一・第二・第三・第四倉庫 - 群馬県佐波郡玉村町樋越429-3
- 本社加工工場 - 群馬県佐波郡玉村町樋越429-3
- 本社ヤード - 群馬県佐波郡玉村町樋越416
- 伊勢崎在庫センター - 群馬県伊勢崎市東上之宮町311
- 藤岡スチールセンター - 群馬県藤岡市森321-2
- 玉村北工場 - 群馬県佐波郡玉村町樋越122-10
- 栃木営業所 - 栃木県栃木市片柳町3-8-28
- 栃木第一工場 - 栃木県栃木市片柳町3-8-28
- 栃木第二工場 - 栃木県栃木市片柳町4-7-4

## 沿革
- 1956年(昭和31年)5月 高崎市飯塚町にて初代社長 荒井星之が前身となる「三條鋼材」[注釈 1]を創業
- 1964年(昭和39年)3月 東群鋼材株式会社 設立、伊勢崎市柳原町に伊勢崎営業所を開設
- 1967年(昭和42年)3月 高崎市南大類町に高崎営業所開設
- 1971年(昭和46年)5月 伊勢崎市東上之宮町に在庫センター開設
- 1974年(昭和49年)6月 資本金3,000万円に増資、現資本金となる
- 1980年(昭和55年) 群馬県佐波郡玉村町に新本社・倉庫を建設し、伊勢崎・高崎両営業所を統合
- 1985年(昭和60年)7月 本店所在地を高崎市貝沢町1413-2に変更
- 1989年(平成元年) 本社敷地内に加工工場を建設、形鋼一次加工に進出
- 1994年(平成6年)12月 荒井美佐子 代表取締役就任
- 2001年(平成13年)6月 荒井昭雄 代表取締役就任
- 2001年(平成13年) 形鋼自動加工ラインが群馬県一社一技術に認定[2]
- 2015年(平成27年)1月 荒井大祐 代表取締役就任
- 2016年(平成28年)8月 短尺コラム専用開先加工機を新規導入
- 2017年(平成29年)7月 本社隣接社有地に母材・製品ヤード設置
- 2017年(平成29年)8月 コラム加工ラインを更新（40ｘ800サイズ迄対応可能となる）
- 2017年(平成29年)9月 短尺コラム専用開先加工機2号機を追加導入、形鋼用小型バンドソー新規導入
- 2018年(平成30年)8月 H形鋼NC6軸高速穴あけ加工機を最新機に更新し、搬出入コンベアを自動化[3]
- 2019年(平成31年)2月 ユニットワーカーを最新機に更新、形鋼穴あけ切断複合機の最新機を追加導入、本社ヤード拡張工事を実施
- 2019年(平成31年)3月 群馬県佐波郡玉村町に玉村北工場開設[4]、形鋼穴あけ切断複合機１台を移設
- 2019年(令和元年)8月 本社事務所リニューアル工事、販売管理システムのクラウド化実施
- 2019年(令和元年)9月 玉村北工場に形鋼用スケーラー、Ｈ形鋼開先加工機を導入
- 2020年(令和2年)1月 玉村北工場にＨ形鋼穴あけ切断大型複合機を導入[5]
- 2020年(令和2年)2月 YouTubeチャンネルを開設し、若年層に仕事の魅力をアピールし、双方の業界活性化の一助とするため配信を始める[6]
- 2021年(令和3年)5月 栃木県栃木市に栃木第一工場、栃木第二工場、栃木営業所を開設[7]

## 広告・スポンサー
高崎まつり案内看板、うちわ、バナー協賛(2018年、2019年)
プロ野球一軍公式戦、埼玉西武ライオンズ対千葉ロッテマリーンズ(上毛新聞敷島球場)ダグアウト広告(2019年5月8日)